# Paraplexippus quadrisignatus
Paraplexippus quadrisignatus là một loài nhện trong họ Salticidae.
Loài này thuộc chi Paraplexippus. Paraplexippus quadrisignatus được Pelegrin Franganillo-Balboa miêu tả năm 1930.